# Batist

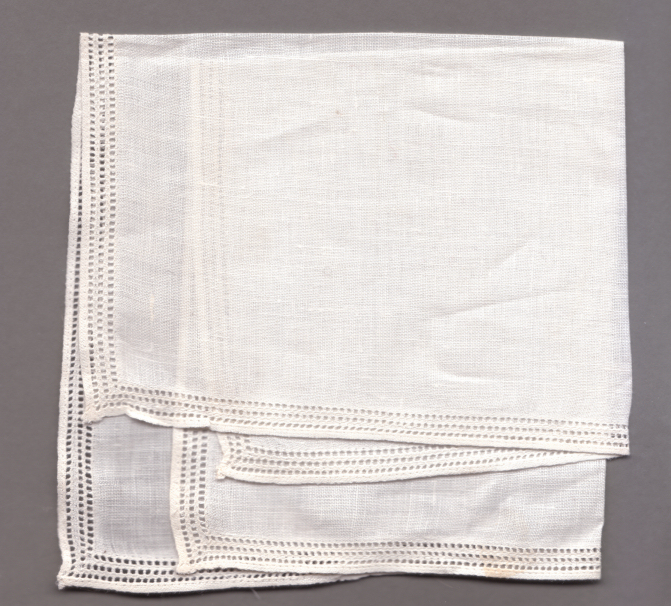
Batist

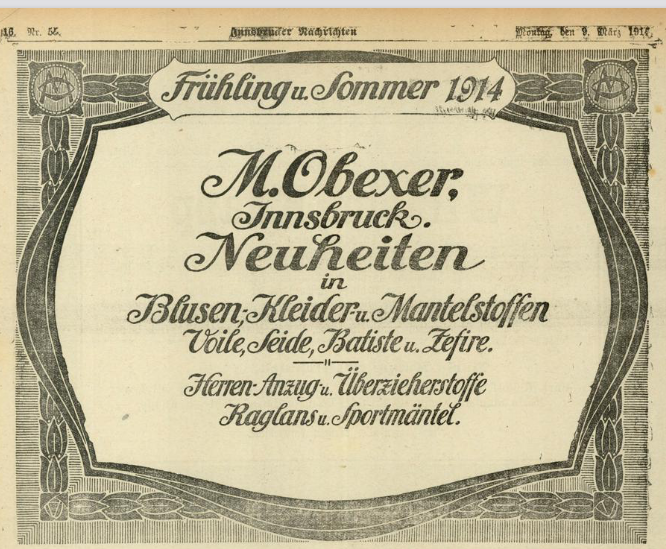
Geschäftsanzeige für Batiste (1914)

Als Batist (französisch) wird ein sehr feinfädiger, leicht gewebter, leichter Stoff bezeichnet, der vorwiegend aus Baumwolle, Leinen, teilweise aber auch aus Chemiefaser, Seide oder Viskose gewebt sein kann. Batist wird aus Fäden feiner als 80 Nm („Nummer metrisch“ im Nm-System) in Leinwandbindung hergestellt.
Wie der Batist ist der Madapolam ein Kattun, jedoch ganz dicht eingestellt; Kett- und Schussfäden liegen also dichter beieinander.

## Etymologie
Benannt wurde der Batist möglicherweise nach dem Leineweber Jean Baptiste aus Cambrai, der der Überlieferung nach vielleicht als Erster im 13. Jahrhundert derartige Tuche entwickelte. Anderen Angaben zufolge ist der Name Batist vom indischen Wort Baftas für weißen Kattun entlehnt. Auf Englisch heißt der Stoff Cambric, nach Cambrai.